# The Gold Diggers
The Gold Diggers è una commedia teatrale del 1919 scritta da Avery Hopwood e ambientata a New York. L'azione si svolge nell'appartamento di Jerry Lamar.
Scritta da Avery Hopwood e prodotta da David Belasco, la commedia rimase in cartellone a Broadway dal 1919 al 1920 per un totale di 282 rappresentazioni. Le scenografie erano firmate da Ernest Gros, i costumi erano forniti dalla Henri Bendel, Inc..

## Trama

### Trasposizioni cinematografiche
Nel 1923, Belasco produsse un film muto dallo stesso titolo, conosciuto in Italia come La casa delle 4 ragazze, diretto da Harry Beaumont e interpretato da Hope Hampton e Wyndham Standing.
Con l'avvento del sonoro, ne fu girato il remake, Gold Diggers of Broadway, diretto da Roy Del Ruth. Protagonisti della storia erano gli attori Nancy Welford e Conway Tearle
Nel 1933, Mervyn LeRoy girò per la Warner Bros. The Golden Diggers of 1933, distribuito in Italia con il titolo La danza delle luci: interpreti principali del film erano Ruby Keeler, Dick Powell, Joan Blondell e Ginger Rogers. Il film fu un tale successo che, quell'anno al botteghino, segnò uno dei più alti incassi del 1933.

## Cast originale (30 settembre 1919)
- Ina Claire: Jerry Lamar
- Horace Braham: Wally Saunders
- Louise Burton: Sadie
- Gladys Feldman: Gypsy Montrose
- Louise Galloway: Mrs. Lamar
- Luella Gear: Eleanor Montgomery
- William Goodridge: Tom Newton
- Jobyna Howland: Mabel Munroe
- Loraine Lally: Cissie Gray
- Day Manson: Freddie Turner
- Bruce McRae: Stephen Lee
- Arthur Miles: Marty Woods
- H. Reeves-Smith: James Blake
- A.E. Scott: Fenton Jessup
- Lilyan Tashman: Trixie Andrews
- Ruth Terry: Topsy St. John
- Frederick Truesdell: Barney Barnett
- Katharine Walsh: Dolly Baxter
- Beverly West: Violet Dayne